# برنامج إسرائيل النووي

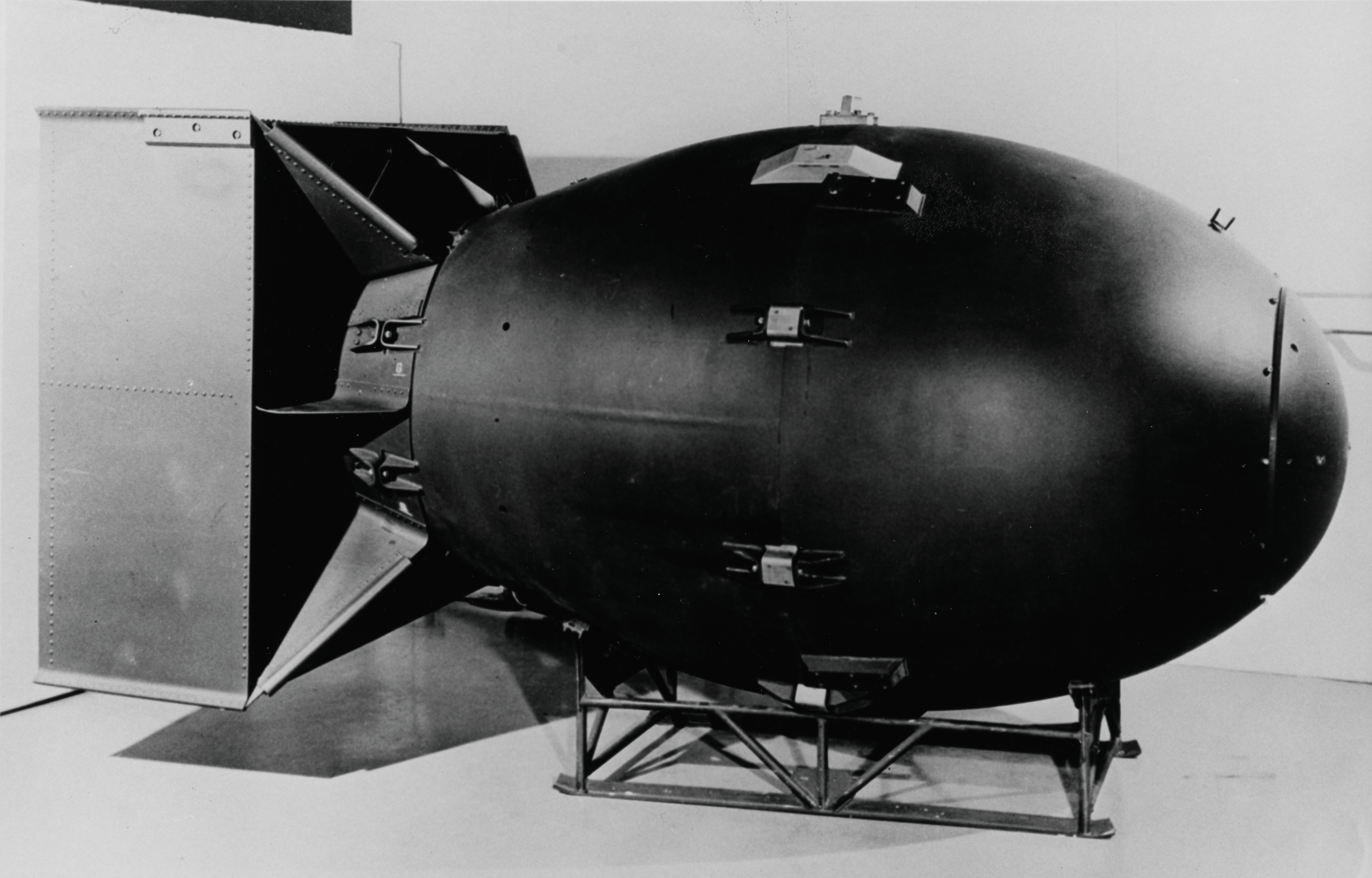
القنبلة النووية الإسرائيلية ومراحل تطويرها

برنامج إسرائيل النووي على الرغم من عدم وجود دليل يؤكد ذلك، تعتبرها مبادرة التهديد النووي سادس دولة في العالم تقوم بتطوير أسلحة نووية وهي من الدول المسلحة بموجب معاهدة عدم انتشار الأسلحة النووية، والدول الأخرى هي الهند وباكستان وكوريا الشمالية. يقول المدير العام السابق للوكالة الدولية للطاقة الذرية، المصري محمد البرادعي بأن إسرائيل دولة حائزة على السلاح النووي. وتقول مبادرة التهديد النووي بإن إسرائيل تحتفظ بسياسة «الغموض النووي» أو «التعتيم النووي». لم تعترف إسرائيل قط بامتلاكها أسلحة نووية. بدلاً من ذلك، كررت على مر السنين أنها لن تكون الدولة الأولى التي تدخل الأسلحة النووية في الشرق الأوسط، دون تحديد ما إذا كانت لن تكون الدولة الأولى التي تصنع أو تكشف عن أو تستخدم أسلحة نووية في المنطقة. ورفضت إسرائيل التوقيع على معاهدة عدم انتشار الأسلحة النووية، على الرغم من الضغط الدولي للقيام بذلك، وجادلت بأن التوقيع على معاهدة عدم انتشار الأسلحة النووية سيتعارض مع مصالح أمنها القومي.
بسبب الغموض، لا توجد معلومات موثوقة حول العدد الدقيق للقنابل النووية التي تمتلكها إسرائيل، ولكن من الشائع تقدير حجم ما يصل إلى 600 قنبلة من طرز مختلفة. تستند التقديرات إلى تسرب فعنونو، ووجود المعرفة المطلوبة من قبل العلماء الإسرائيليين، وإمكانات الإنتاج في مجمع الأبحاث النووية.
يتصدر الجدل حول قدرتها النووية عناوين الصحف من حين لآخر. وقد تحدث رؤساء وزراء إسرائيليون مختلفون عن هذه المسألة في الماضي، وعلى وجه الخصوص، طُرحت القضية للمناقشة مع المعلومات التي نشرها فعنونو في عام 1986 . بعد نشر وأدين فعنونو من الخيانة والتجسس تتفاقم. كما يتم الترويج للمناقشة حول القدرة النووية الإسرائيلية جزئيًا من قبل الحكومة المصرية.

## بدء نشاط إسرائيل النووي
عمل رئيس الوزراء الإسرائيلي الأول، دافيد بن غوريون على هذه الفكرة وظهر النقاش حول تطوير الأسلحة النووية على جدول الأعمال في وقت مبكر من الخمسينيات من القرن الماضي وفي الواقع مع نهاية حرب عام 1967. كان قادة إسرائيل قد قرروا في ذلك الوقت أن إسرائيل يجب أن تتسلح بأسلحة نووية لردع الدول العربية التي لا تقبل وجودها.

## الاختبارات النووية
في 2 تشرين الثاني (نوفمبر) 1966، كانت إسرائيل ستجري تجربة غير نووية، والتي لم يكن لها أي أداء أو انفجار. في 22 سبتمبر 1979، أبلغ قمر صناعي أمريكي من طراز فيلا (بالإنجليزية: Vela)‏، تم بناؤه في الستينيات من القرن الماضي للكشف عن التجارب النووية، عن وجود خاصية مضيئة لانفجار نووي في جنوب المحيط الهندي. رداً على ذلك، أنشأت إدارة كارتر لجنة بقيادة الأستاذ في معهد ماساتشوستس للتكنولوجيا جاك روينا لتحليل موثوقية اكتشاف فيلا. خلصت هذه اللجنة في يوليو 1980 إلى أن التوهج «ربما لم يكن من انفجار نووي»، وعلى الرغم من أن معلومات المخابرات العسكرية قدرت أن هناك احتمال 90٪ أنه كان اختبارًا نوويًا ودراسة سرية أجرتها لجنة الاستخبارات النووية المتفق عليها مع الاكتشاف الأولي. ووفقًا للصحفي سيمور هيرش، كان الاكتشاف في الواقع ثالث تجربة نووية مشتركة تجريها إسرائيل وجنوب إفريقيا في المحيط الهندي، وقد أرسل الإسرائيليون سفينتين للجيش الإسرائيلي و'كتيبة من الخبراء العسكريين والنوويين الإسرائيليين 'من أجل الاختبار.